# Franzosenstraße

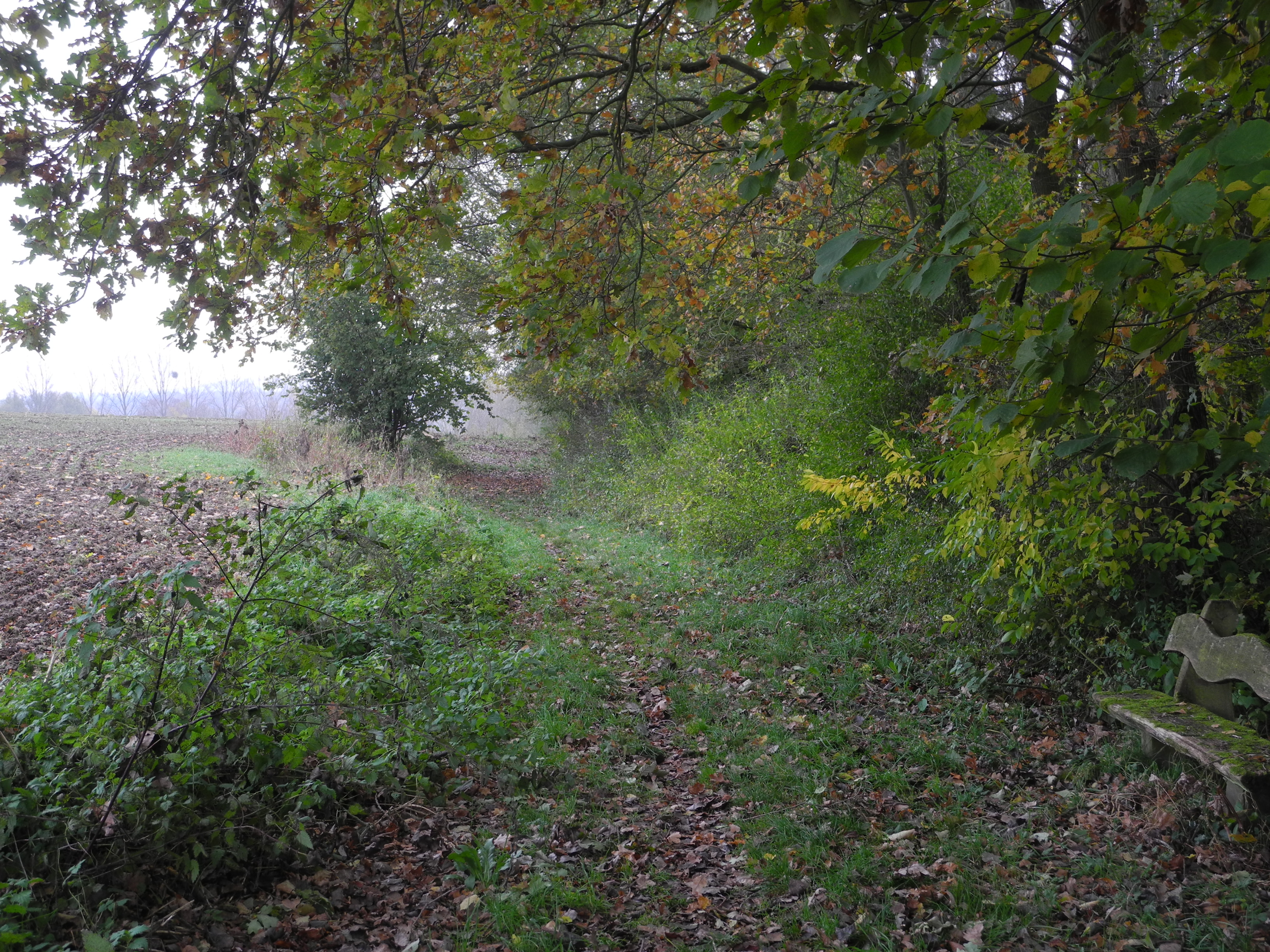
Wanderweg Franzosenstraße (F) am Nordostrand des Naturschutzgebietes Vollmarshäuser Teiche bei Vollmarshausen (Herbst 2017)

Die Franzosenstraße oder Franzosensteig, Franzosenweg ist ein mittelalterlicher Altstraßenzug in Waldhessen, der in seinem Verlauf zwischen Kassel und Bebra noch durch Flurnamen und -denkmäler belegbar ist und mit dem Straßennetz (Etappenorte Gerstungen, Berka) des Werratals in Verbindung stand.

## Ursprüngliche Namensbedeutung
Der Name Franzosenstraße ging wohl mundartlich aus dem Namen Wrosenstraße hervor. Ähnlich der Weinstraße (abgeleitet von Woinstraße, für Wagen(fahr-)straße) handelte es sich um einen Straßentyp – hier ein mit Rasen bedeckter Fahrweg. Sinnverwandt ist auf das Frosenholz zu verweisen; es wurde in die sumpfigen Abschnitten des Weges geworfen, um die Tragfähigkeit des Weges zu verbessern.

## Streckenverlauf
Der Straßenverlauf erfolgt parallel zum Sälzer Weg, der bekannten Handelsroute des in den Salinen von Allendorf erzeugten Salzes nach Mittelhessen.
Der Weg ist nicht zu verwechseln mit der parallel zum Werratal verlaufenden Napoleonstraße, die ebenso als Wasserscheiden- oder Höhenweg verläuft und über den Sallmannshäuser Rennsteig mit dem in gleiche Richtung verlaufenden Rennsteig über den Thüringer Wald direkt verbunden ist. Das Alter der Straße reicht sicher bis in das Hochmittelalter, als die Thüringer Landgrafen und die Klöster Fulda und Hersfeld mit dem Bau von Burgen und Siedlungen das Land „ausbauten“.
Der Abschnitt zwischen Bebra und Hessisch Lichtenau besitzt eine Teilung des Weges: der westliche Abschnitt führt über die Betteleiche von Bebra kommend zur Straßenmarkierung Schwarzer Stock. Der östliche Abschnitt führt ebenso von Bebra kommend zunächst auf der Sontraer Straße bis zur Flur Drei Linden (eine 1953 durch Neupflanzung ersetzte Baumgruppe), dort zweigt die Franzosenstraße zum Schwarzen Stock ab und berührt im weiteren Streckenverlauf noch die Drei Kreuze bevor sie am Schwarzen Stock wieder auf die Hauptstraße nach Kassel trifft.  Bemerkenswert ist die Sage, nachdem die drei Holzkreuze an drei französische Offiziere oder Soldaten erinnern sollen, die dort zu Tode kamen, als man ihre Regimentskasse rauben wollte. Eine andere Version kennt die drei als Täter, die man unverzüglich am Straßenrand aburteilte und verscharrte. Weitere Etappenorte Richtung Kassel sind der Mosenberg, die Stölzinger Kuppe, die Großen Steine und die Burgruine Reichenbach bevor die Stadt Spangenberg erreicht wird.
Noch später erfolgte der Ausbau der parallel und südlich führenden Hersfelder Straße im Fuldatal (heutige B83). Dennoch wurde der Franzosenweg angeblich noch in den Napoleonischen Kriegen als Nachschubstraße benutzt, woher er auch seinen (heutigen) Namen haben kann. Der im Mittelalter verwendete Name ist jedoch unbekannt.
Die Franzosenstraße überschneidet sich mit der Adjutantenstraße (von Rockensüß kommend) und dem von Melsungen kommenden Sälzer Weg nach Bad Sooden-Allendorf. Durch Berka verläuft auch die Landstraße „durch die Kurzen Hessen“.

## Heutige Nutzung
Die Franzosenstraße ist heute ein idyllischer, etwa 70 km langer, von modernen Straßenbauten weitgehend ungestörter Forst- und Wanderweg, meistenteils durch Waldlandschaft verlaufend. Er wird durch den Hessisch-Waldeckischen Gebirgs- und Wanderverein betreut und zwischen Kassel und Bebra mit dem Zeichen F markiert.